# Eurycope producta
Eurycope producta is een pissebed uit de familie Munnopsidae. De wetenschappelijke naam van de soort is voor het eerst geldig gepubliceerd in 1868 door G.O. Sars.